# Golf de la Morisca
El Golf de la Morisca és un petit golf del litoral del Massís del Montgrí emmarcat al nord pel Cap Castell i al sud per la Cala Pedrosa al sud. El seu contacte amb el Mar Mediterrani és abrupte, formant espadats de fins a 125 metres de caiguda pràcticament vertical.